# Taubermühle (Igersheim)
Taubermühle, früher auch nur Mühle, ist ein Wohnplatz bei Igersheim im Main-Tauber-Kreis im fränkisch geprägten Nordosten Baden-Württembergs.

## Geographie
Die Taubermühle befindet sich am südwestlichen Ortsrand von Igersheim an einem parallel zur Tauber verlaufenden Mühlkanal. In unmittelbarer Nähe befindet sich eine Tauberinsel. Der östliche Teil des Naturschutzgebiets Neuhaus schließt die Tauberinsel mit ein und reicht bis zur Taubermühle.

## Geschichte
Der Ort wurde im Jahre 1302 erstmals urkundlich erwähnt. Die Taubermühle war eine Bannmühle für Igersheim, Neuses, Harthausen und Bernsfelden. Seit 1552 war die Mühle deutschordisch. Am Wohnplatz befindet sich heute ein Wasserkraftwerk.

## Kulturdenkmale
Kulturdenkmale in der Nähe des Wohnplatzes sind in der Liste der Kulturdenkmale in Igersheim verzeichnet.

## Verkehr
Der Wohnplatz Taubermühle ist über den Mühlweg und über den Tauberweg zu erreichen.